# Canavalia oxyphylla
Canavalia oxyphylla är en ärtväxtart som beskrevs av Paul Carpenter Standley och Louis Otho Otto Williams. Canavalia oxyphylla ingår i släktet Canavalia och familjen ärtväxter. Inga underarter finns listade i Catalogue of Life.